# 有田市立箕島小学校
有田市立箕島小学校（ありだしりつ みのしましょうがっこう）は、和歌山県有田市箕島にある公立小学校。

## 沿革
- 1947年（昭和22年） - 箕島町立箕島小学校に改称。
- 1954年（昭和29年） - 町村合併で有田町が発足したことにより、有田町立箕島小学校に改称。
- 1956年（昭和31年） - 有田町が市制施行したことにより、有田市立箕島小学校に改称。
- 2010年（平成22年） - 耐震工事が行われる

## 進学先中学校
- 有田市立有和中学校 [1]

## 交通
- 紀勢本線箕島駅から南へ200m

## 著名な出身者
- 坂本侑（バレーボール選手：東レアローズ）

## 通学区域が隣接している学校
- 有田市立田鶴小学校
- 有田市立港小学校
- 有田市立初島小学校
- 海南市立下津小学校
- 有田市立保田小学校